# Darko Petrinjak
Darko Petrinjak (Zagreb, 1954.), hrvatski gitarist, kontrabasist, lutnjist, glazbeni pedagog, glazbeni aranžer i sveučilišni profesor glazbe. Jedan od najistaknutijih hrvatskih gitarista i gitarističkih pedagoga, umjetnik promišljenih i znalačkih interpretacija, virtuozne tehnike te snažna, ali kontrolirana temperamenta.

## Životopis
Rodio se je u Zagrebu 1954. godine. Diplomirao je kontrabas 1975. godine na Muzičkoj akademiji u Zagrebu (kontrabas) te na Kraljevskoj glazbenoj akademiji u Londonu gitaru 1978. te lutnju 1980. godine. Djelovao je u Velikoj Britaniji (Birminghamska glazbena škola). Od 1981. je docentom te potom profesorom gitare na na Muzičkoj akademiji u Zagrebu. Na gitari je koncertirao diljem europskih država. Snimio je brojne nosače zvuka i priredio mnoštvo notnih izdanja. Svira i kao komorni glazbenik u duetima s Valterom Dešpaljem i Tonkom Ninićem te u Zagrebačkom gitarskom triju. Na Petrinjakov poticaj više je hrvatskih skladatelja, kao što su Boris Papandopulo, Bruno Bjelinski, Stjepan Šulek, Marko Ruždjak i Zoran Juranić skladalo djela za gitaru, uključujući i tri koncerta.

## Nagrade i priznanja
2020. godine nagrađen je nagradom Ivo Maček Hrvatskoga društva glazbenih umjetnika za osobite zasluge u promicanju glazbene umjetnosti tijekom umjetničke karijere.